# Cratere Kibal'chich
Kibal'chich è un cratere lunare di 91,67 km situato nella parte nord-orientale della faccia nascosta della Luna. 
Il cratere è dedicato al rivoluzionario ed esperto missilistico Nikolaj Ivanovič Kibal'čič.

## Crateri correlati
Alcuni crateri minori situati in prossimità di Kibal'chich sono convenzionalmente identificati, sulle mappe lunari, attraverso una lettera associata al nome.
| Kibal'chich | Coordinate            | Diametro (in km) |
| ----------- | --------------------- | ---------------- |
| H           | 1°43′12″N 145°00′00″W | 40,84            |
| Q           | 0°52′12″S 149°31′48″W | 28,91            |
| R           | 0°20′24″N 150°37′12″W | 28,78            |